# یواس‌اس باکسوود (ای‌ان-۸)
یواس‌اس باکسوود (ای‌ان-۸) (به انگلیسی: USS Boxwood (AN-8)) یک کشتی بود که طول آن 163' 2" بود. این کشتی در سال ۱۹۴۱ ساخته شد.